# Hennie Möring
Heinrich Johan "Hennie" Möring (ur. 1 sierpnia 1919 w Enschede, zm. 15 września 2001 tamże) – piłkarz holenderski grający na pozycji obrońcy. W swojej karierze rozegrał 6 meczów w reprezentacji Holandii.

## Kariera klubowa
Całą swoją karierę piłkarską Möring spędził w klubie Sportclub Enschede. Zadebiutował w nim w 1936 roku i grał w nim do 1951 roku.

## Kariera reprezentacyjna
W reprezentacji Holandii Möring zadebiutował 7 kwietnia 1947 w wygranym 2:1 towarzyskim meczu z Belgią, rozegranym w Amsterdamie. Od 1947 do 1949 roku rozegrał w kadrze narodowej 6 meczów.